# 豪尔赫·路易斯·巴尔德斯
豪尔赫·路易斯·巴尔德斯（西班牙語：Jorge Luis Valdés，1961年2月12日—），古巴男子棒球运动员。他曾代表古巴参加1992年夏季奥林匹克运动会棒球比赛，获得一枚金牌。他也曾参加1991年泛美运动会。